# Игл-Лейк (город, Миннесота)
Игл-Лейк (англ. Eagle Lake) — город в округе Блу-Эрт, штат Миннесота, США. На площади 3,1 км² (3,1 км² — суша, водоёмов нет), согласно переписи 2002 года, проживают 1787 человек. Плотность населения составляет 573,4 чел./км².
- Телефонный код города — 507
- Почтовый индекс — 56024
- FIPS-код города — 27-17378[1]
- GNIS-идентификатор — 0643025[2]